# Schurhoven

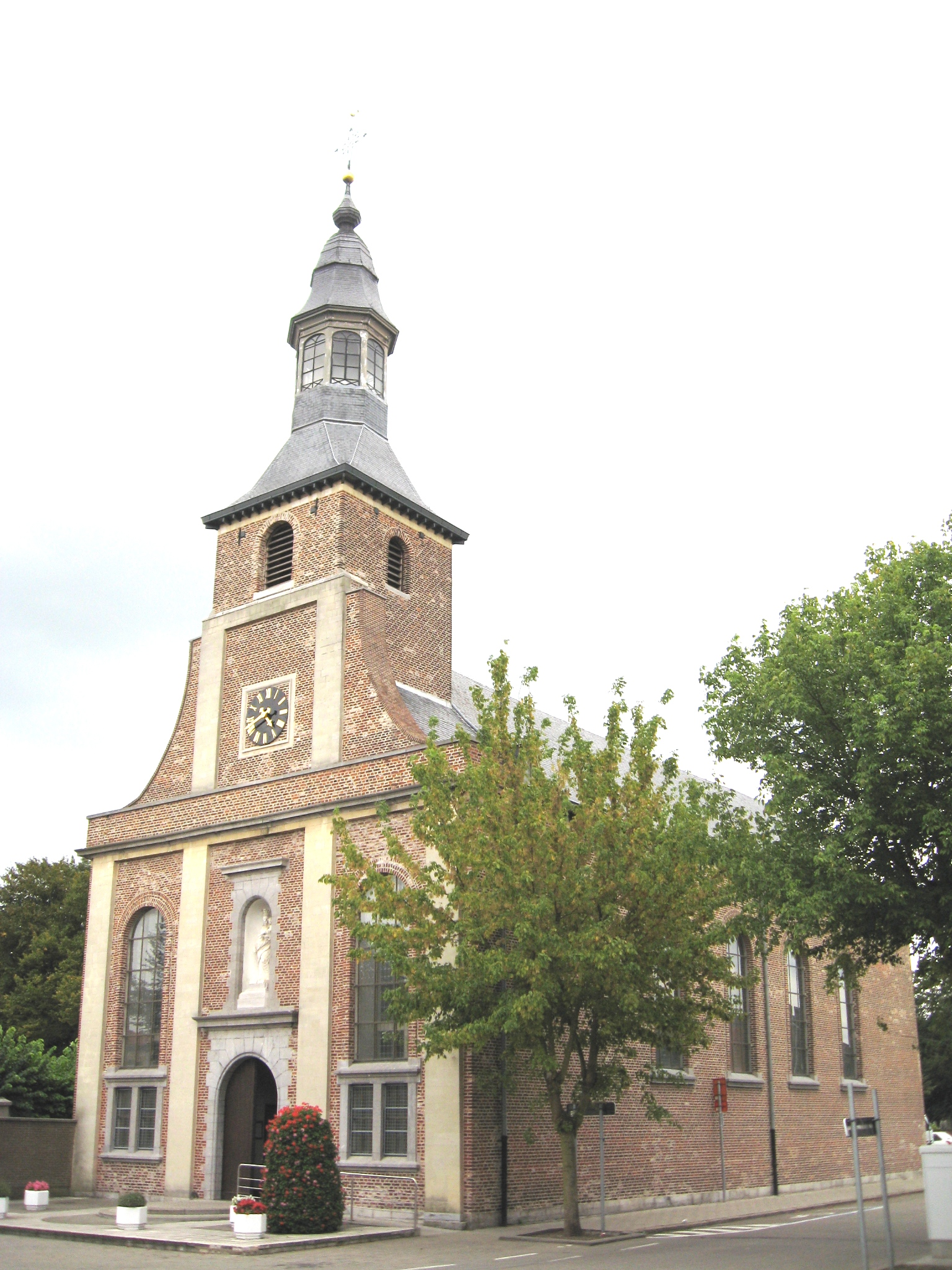
Sint-Jacobskerk

Schurhoven is een voormalig kerkdorp ten noordoosten van Sint-Truiden. Tegenwoordig is het een wijk van deze stad, gelegen ten noordoosten van de stadskern.
Het dorpje had al in 1215 een kerk, de Sint-Jacobskerk. In 1240 werd Schurhoven voor de eerste maal schriftelijk vermeld. In 1258 werd in dit plaatsje een begijnhof, het Sint-Agnesbegijnhof genaamd, opgericht. Daarnaast bevindt de Stedelijke begraafplaats van Sint-Truiden zich hier. Deze werd vanaf 1850 in gebruik genomen. Ook het speelhof behoort tot dit gebied.
In de jaren 60 van de 20e eeuw werd, ten zuidwesten van het voormalige dorp, het bedrijventerrein Schurhovenveld ontwikkeld.

## Bezienswaardigheden
- Sint-Jacobskerk
- Sint-Agnesbegijnhof
- Stedelijke begraafplaats
- Speelhof, voormalig buitenverblijf van de Abdij van Sint-Truiden, met omringend domein

## Nabijgelegen kernen
- Sint-Truiden, Guvelingen, Melveren, Zepperen, Ordingen